# Camponotus vetus
Camponotus vetus é uma espécie de inseto do gênero Camponotus, pertencente à família Formicidae.